# Goldwasser
Pour les articles homonymes, voir Goldwasser (homonymie).

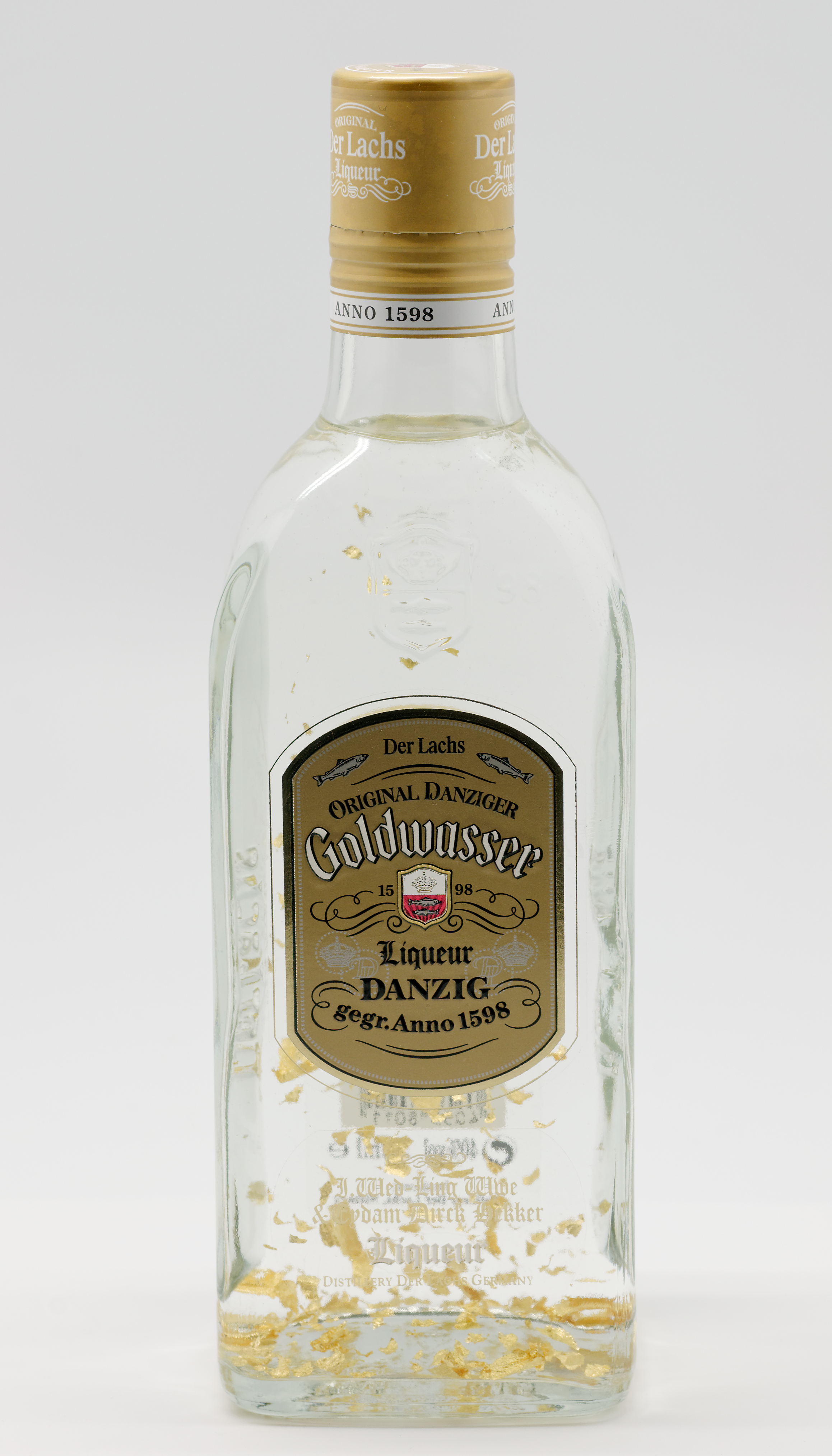
Danziger Goldwasser Original ‘Der Lachs’

La Goldwasser ou  Danziger Goldwasser (de l'allemand, eau dorée de Dantzig), en polonais: Gdańska wódka (eau-de-vie de Gdańsk) ou Złota woda (eau dorée), est une liqueur forte (40° minimum) à base de racines et d'herbes qui a été créée à Dantzig (Gdańsk) et qui est produite aujourd'hui uniquement à Nörten-Hardenberg en Basse-Saxe, Allemagne. La caractéristique principale de cette boisson est qu'elle possède de petits flocons d'or de 22 ou 23 carats qui y flottent en suspension. L'or est sans danger car il est souple et sans partie coupante.

## Historique

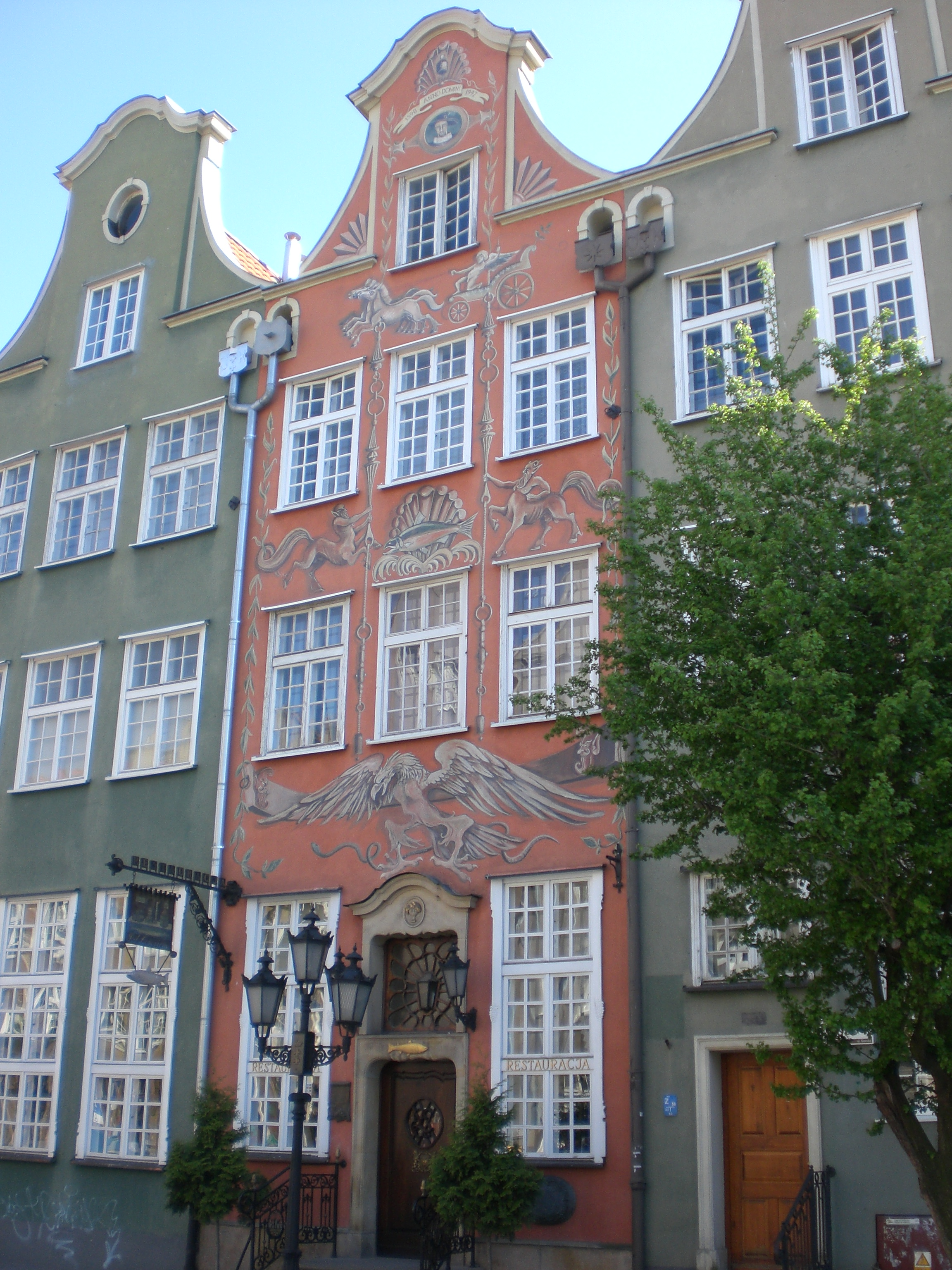
La maison Pod Łososiem à Dantzig.

La boisson a été inventée par un réfugié mennonite de De Lier en Hollande, Ambrosius Vermöllen, qui est devenu citoyen de la ville de Dantzig dans la Prusse royale le 6 juillet 1598. Vermöllen a établi une distillerie qui devint célèbre sous Der Lachs (saumon en allemand), du nom de l'enseigne se trouvant sur la façade de la maison mère dans le centre historique de Dantzig. Le produit le plus connu de la distillerie était la Goldwasser. La société disposait d'une agence à Berlin à partir de 1922. 
La recette est aujourd'hui exploitée en Basse-Saxe par les successeurs de la distillerie homonyme de Dantzig. Celle-ci a disparu lorsque la plus grande partie de la ville fut détruite dans la Seconde Guerre mondiale et que Dantzig a été ensuite rattachée à la Pologne. Elle a laissé place à un restaurant nommé Pod Łososiem (au saumon) qui se trouve dans la maison reconstruite à l'identique dans les années 1950.